# Еберард XII фон Ербах
Еберард XII фон Ербах (на немски: Eberard XII von Erbach; * 19 януари 1511 във Фюрстенау; † 12 юли 1564 в Ербах) е граф на Ербах, Фрайенщайн, Беерфелден, Ербах и Югендхайм, ландфогт на Унтер-Елзас цу Хагенау, Курпфалц, голям дворцов майстер.
Той е вторият син на граф Еберхард XI (1475 – 1539) и съпругата му Мария фон Вертхайм (* 1485), дъщеря на граф Михаел II фон Вертхайм († 1531) и графиня Барбара фон Еберщайн в Ной-Еберщайн († 1529). Внук е на Георг I фон Ербах (1438 – 1481) и фрайин Кордула фон Фраунберг-Хааг († 1501).
По-големият му брат е бездетният Георг II (1506 – 1569). Сестра му Маргарета фон Ербах (1507 – 1574) се омъжва 1522 г. за граф Филип III фон Ринек (1504 – 1559).

## Фамилия
Еберард XII се жени на 7 септември 1538 г. за вилд и райнграфиня Маргарета фон Даун (* 25 септември 1521; † 5 април 1576 в Ербах), втората дъщеря на вилд и райнграф Филип фон Залм-Даун (1492 – 1521) и Антоанета де Ньофшател († 1544). Двамата имат децата:
- Маргарета фон Ербах (* 14 август 1539; † 27 юни 1564), омъжена на 18 август 1522 г. за Фридрих VI Шенк фон Лимпург-Оберзонте (1536 – 1596)
- Мария фон Ербах (* 27 януари 1541; † 7 декември 1606), омъжена на 22 август 1558 г. за Егенолф III фон Раполтщайн, господар на Рибопиер (1527 – 1585)
- Елизабет фон Ербах (* 16 август 1542; † 3 август 1598), омъжена на 8 септември 1571 г. за граф Херман фон Сайн-Хахенбург (1543 – 1588)
- Валпургис фон Ербах (* 13 февруари 1545; † 1592), омъжена на 14 ноември 1564 г. за граф Георг III фон Тюбинген-Лихтенек († 1570)
- Георг III фон Ербах (* 15 юли 1548 в Ербах; † 26 февруари 1605 в Ербах), граф на Ербах и Бройберг, женен I. на 27 юли 1567 г. за графиня Анна Амалия фон Сайн († 1571); II. на 15 юли 1572 г. за графиня Анна фон Золмс-Лаубах (1557 – 1586), III. на 11 ноември 1587 г. за Доротея Ройс цу Оберграйц (1566 – 1591), IV. на 2 август 1592 г. за графиня Мария фон Барби (1563 – 1619)